# Daniel Fuchs
Daniel Fuchs (Nueva York, 25 de junio de 1909, Los Ángeles en California 26 de julio de 1993) es un escritor y guionista estadounidense. Destacó como guionista de cine negro en los años 1940-1958.

## Biografía
Nacido en Nueva York, su familia se trasladó al sur, y allí se formó. Hizo cine con Vincent Sherman, Raoul Walsh, Robert Siodmak, Elia Kazan, Charles Vidor, Douglas Sirk.
Se retiró del cine a finales de 1950, y publicó novelas y relatos.
En 2005, Black Sparrow Books publicó The Golden West: Hollywood Stories, con ensayos y relatos de Fuchs sobre Hollywood. Traducido como Historias de Hollywood, Madrid, Gallo Nero, 2017.

## Filmografía

### Guionista de Cine
- 1939 : The Day the Bookies Wept de Leslie Goodwins
- 1942 : The Big Shot, de Lewis Seiler
- 1943 : The Hard Way, de Vincent Sherman
- 1943 : Background to Danger, de Raoul Walsh (no acreditado)
- 1943 : Between Two Worlds de Edward A. Blatt
- 1947 : The Gangster, de Gordon Wiles
- 1948 : Hollow Triumph, de Steve Sekely
- 1949 : El abrazo de la muerte (Criss Cross), de Robert Siodmak
- 1950 : Pánico en las calles (Panic in the streets) de Elia Kazan
- 1951 : Storm Warning de Stuart Heisler
- 1953 : Taxi de Gregory Ratoff
- 1954 : La jungla humana (The Human Jungle) de Joseph M. Newman
- 1955 : Love Me or Leave Me de Charles Vidor
- 1957 : Jeanne Eagels de George Sidney
- 1957 : Interlidio de amor (Interlude) de Douglas Sirk
- 1958 : Saddle the Wind de Robert Parrish (no acreditado)
- 1995 :  Underneath, de Steven Soderbergh

### Guionista de TV

##### Series
- 1954 : The Philco Television Playhouse, un episodio
- 1955 - 1957 : Lux Video Theatre, dos episodios

### Novelas
- Summer in Williamsburg (1934)
- Homage to Blenholt (1936)
- Low Company (1937)
- West of Rockies (1971)

### Relatos
- The Apathetic Bookie of Joint (1979)